# Shopify
Shopify (NYSE: SHOP) er en Canadisk e-handels virksomhed med hovedsæde i Ottawa, Ontario, der udvikler computer software til online-butikker og detailhandel point-of-sale systemer.
Shopify blev grundlagt i 2004, og var i første omgang baseret på tidligere software, som grundlæggerne skrev til deres online snowboard butik. Selskabet oplyser, at det har mere end 377,500 sælgere der bruger platform, hvilket giver en brutto merchandise volumen på mere end 102 millioner kr.

## Historie
Shopify blev grundlagt i 2004 af Tobias Lütke, Daniel Weinand og Scott Lake efter at have forsøgt at åbne Snowdevil, en online butik for snowboard udstyr. De var utilfreds med de eksisterende e-commerce produkter på markedet, Lütke og besluttede sig derfor for at bygge sit eget.
Lütke brugte open source frameworket Ruby on Rails til at bygge Snowdevils online butik, og lancerede det efter to måneders udvikling. Snowdevils stiftere lancerede platformen som Shopify i juni 2006.
I juni 2009, lancerede Shopify en API-platform og App Store. API'en giver udviklere mulighed for at lave Shopify online butikker, og derefter sælge dem på Shopify App Store. Flere virksomheder har udviklet apps, der integrerer med Shopify platformen.
I april 2010, lancerede Shopify en gratis mobil-app hos Apples App Store. Applikationen lader Shopify online-butiks-ejere se og administrere deres online-butikker fra deres iOS enheder. I 2010 startede Shopify dens byg-en-virksomhed konkurrence, hvor deltagere laver en virksomhed ved at benytte Shopify's e-commerce platform. Vinderne af konkurrencen vinder nogle penge og mentor fra iværksættere som Richard Branson, Eric Ries og andre. I 2010 blev Shopify kaldt Ottawa's hurtigst groende virksomhed af Ottawa Business Journal. Virksomheden modtog 7 million dollars (48 million dkk) fra den første finansieringsrunde i december i 2010. Den anden finansieringsrunde i oktober 2011 generated 15 million dollars (102 millioner dkk).
I februar 2012, Shopify opkøbte i februar 2012 Select Start Studios Inc, en mobil software udvikler, sammen med 20 af virksomhedens mobil ingeniører og designere. Shopify opkøbte i august 2013 Jet Cooper, et 25-personers design studio er baseret i Toronto.
Shopify annoncerede i august 2013 lanceringen af en Shopify betalingsservice, som gjorde det muligt for deres kunder at acceptere kreditkort, uden brug af en tredjepart som betalings-gateway. Virksomheden har også annonceret lanceringen af et iPad-baseret POS system. Det bruger en iPad for at acceptere betalinger via kredit kort. Shopify har modtog i december i 2013 100 millioner dollars (681 millioner dkk) i 3. finansierings-runde.
i 2014 hostede platformen omkring 120.000 online-butikker, og angivet som #3 i Deloitte's Fast50 i Canada, såvel som #7 i Deloitte's Fast500 i Nordamerika. Shopify havde 105 millioner dollars (716 millioner dkk) i indtægter i 2014, hvilket var dobbelt så meget det foregående år.
Den 14. april 2015 blev Shopify børsnoteret på New York Stock Exchange og Toronto Stock Exchange under hhv. symbolerne "BUTIK" og "SH". Shopify gik offentligt på den 21. maj 2015, og i sin debut på New York Stock Exchange begyndte Shopify at handles som 28 dollars, hvilket mere end 60% højere end i de 17 dollars udbudspris. Virksomhedens IPO formåede at indtjene mere end 131 mio. dollars.
I september 2015 annoncerede Amazon.com, at de ville lukke sine Amazon Webbutik service til online-butikker og havde valgt Shopify som den anbefalet migrations udbyder; Shopify's aktier sprang dermed med mere end 20% ved nyheden.
Shopify opkøbte den 3. oktober 2016 Boltmade. I november 2016 indgik Shopify i et samarbejde med Paystack som tillod Nigerianske online-butikker at få muligheden for at acceptere betalinger fra kunder over hele verden. Den 22. november 2016, lancerede Shopify Frenzy, som er en mobil app der i høj grad forbedrer flash salg. Shopify opkøbte den 5. december 2016 det Toronto-baseret udviklings-studio, af mobile produkter, Tiny Hearts. Bygningen er blevet forvandlet til et Shopify forsknings- og udviklings-kontor.
I januar 2017 annoncerede Shopify sin integration med Amazon der ville tillade online-butikker at sælger hos Amazon fra deres Shopify butikker. Shopify's aktier steg næsten 10%, da det blev annonceret.

## Modtagelse
Siden lanceringen er Shopify blevet godt modtaget af populære tech hjemmesider, som CNET, der siger, at platformen  er "ren, enkel" og let at bruge." Service blev profileret i publikationer, herunder Wall Street Journal, The New York Times, The Vancouver Sun, Den Finansielle Stilling, TechCrunch, og Mashable.
Shopify blev fremhævet på Fast Company's liste over de "Mest Innovative Virksomheder i 2012". I 2013 blev Shopify fremhævet på CNBC's Disrupter 50 liste. Shopifys administrerende direktør Tobias Lütke, vandt The Globe og Mail's årets administrerende direktør i 2014.

## Kritik
Shopify har modtaget kritik over at tillade Breitbart Nyheder at have en online-butik på deres platform.  Shopify's administrerende direktør Tobias Lütke, svarede "at nægte at gøre forretning med webstedet, vil udgøre en krænkelse af ytringsfriheden".

## Eksterne links
- Officiel hjemmeside